# Companhia Müller de Bebidas

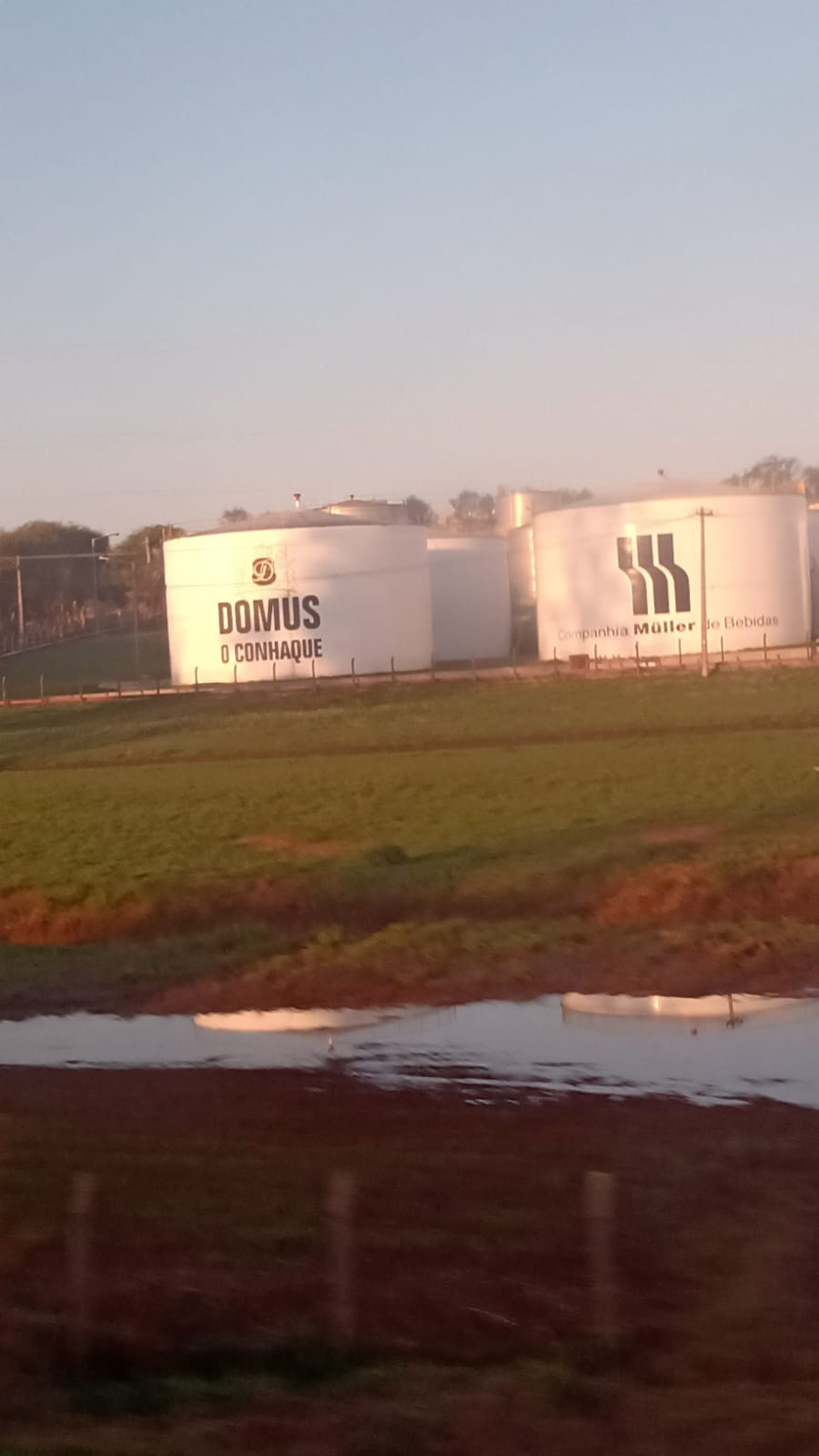
Parque fabril.

Companhia Müller de Bebidas é uma empresa brasileira de bebidas alcoólicas fundada por Guilherme Müller Filho ( ? - 2005) mas que, após sua morte, tem sido alvo de uma intensa disputa entre os herdeiros Benedito e Luiz Augusto Müller.